# 500 Millas Sureñas
Las 500 Millas Sureñas es una carrera de automovilismo de velocidad que se disputa en el circuito Darlington Raceway entre 1950 y 2004 y desde 2009 hasta la actualidad como parte del calendario de la Copa NASCAR. Es una de las cuatro carreras clásicas de la categoría, junto con las 500 Millas de Daytona, las 600 Millas de Charlotte, y la carrera primaveral de 500 Millas de Alabama de Talladega.
Desde 1950, las 500 Millas Sureñas se disputaron a principios de septiembre, más precisamente en el Labor Day. En 2004, las 500 Millas Sureñas cambió de fecha, pasó a noviembre, debido a la intención de ofrecer un clima más fresco y más cómodo a los espectadores. 
Sin embargo, al año siguiente se dejó de correr la carrera, debido a la política de la NASCAR de dar prioridad a circuitos cercanos a ciudades grandes, y que NASCAR e International Speedway Corporation perdieron una demanda en favor de Speedway Motorsports, dejando a Darlington con una carrera en el calendario de la Copa NASCAR, que era la fecha de 500 millas, disputada en la primavera boreal, más precisamente a inicios del mes de mayo. Cuatro años después, la carrera primaveral tomó el nombre de la carrera otoñal, siguiendo disputándose en mayo. 
En 2014, las 500 Millas Sureñas se intercambiarán fechas con una carrera de Kansas, y se disputó en abril. A la temporada siguiente, se disputó en el primer fin de semana de septiembre, en donde se conmemora el Labor Day. Desde 2015, como parte de un acuerdo con el circuito, habitualmente los equipos presentan esquemas de pinturas retro (Throwback) homenajeando a pilotos y equipos de NASCAR (aunque también presentan de otras categorías) o la historia del patrocinador del auto, entre otros.

La carrera se emitió en televisión por la cadena ABC desde 1962 hasta 1983, con algunas interrupciones. ESPN transmitió la carrera desde 1984 hasta 2000. TNT emitió las ediciones 2001 a 2003. NBC transmitió la carrera en 2003, 2004, 2015 y 2016, mientras que NBCSN lo hace desde 2017. 

## Ganadores
Jeff Gordon es el pilotos más ganador de la carrera, con seis triunfos, mientras que Cale Yarborough tiene cinco victorias y Bobby Allison tiene cuatro victorias. Por otra parte, la marca más ganadora es Chevrolet con 29 triunfos, seguida de Ford que tiene 16.
| Año  | Piloto           | Equipo                      | Marca      |
| ---- | ---------------- | --------------------------- | ---------- |
| 1950 | Johnny Mantz     | Hubert Westmoreland         | Plymouth   |
| 1951 | Herb Thomas      | Herb Thomas                 | Hudson     |
| 1952 | Fonty Flock      | Frank Christian             | Oldsmobile |
| 1953 | Buck Baker       | Bob Griffin                 | Oldsmobile |
| 1954 | Herb Thomas      | Herb Thomas                 | Hudson     |
| 1955 | Herb Thomas      | Herb Thomas                 | Chevrolet  |
| 1956 | Curtis Turner    | Charlie Schwam              | Ford       |
| 1957 | Speedy Thompson  | Speedy Thompson             | Chevrolet  |
| 1958 | Fireball Roberts | Frank Strickland            | Chevrolet  |
| 1959 | Jim Reed         | Jim Reed                    | Chevrolet  |
| 1960 | Buck Baker       | Jack Smith                  | Pontiac    |
| 1961 | Nelson Stacy     | Dudley Farrell              | Ford       |
| 1962 | Larry Frank      | Ratus Walters               | Ford       |
| 1963 | Fireball Roberts | Holman-Moody                | Ford       |
| 1964 | Buck Baker       | Ray Fox                     | Dodge      |
| 1965 | Ned Jarrett      | Bondy Long                  | Ford       |
| 1966 | Darel Dieringer  | Bud Moore Engineering       | Mercury    |
| 1967 | Richard Petty    | Petty Enterprises           | Plymouth   |
| 1968 | Cale Yarborough  | Wood Brothers Racing        | Mercury    |
| 1969 | LeeRoy Yarbrough | Junior Johnson & Associates | Ford       |
| 1970 | Buddy Baker      | Cotton Owens                | Dodge      |
| 1971 | Bobby Allison    | Holman-Moody                | Mercury    |
| 1972 | Bobby Allison    | Richard Howard              | Chevrolet  |
| 1973 | Cale Yarborough  | Richard Howard              | Chevrolet  |
| 1974 | Cale Yarborough  | Junior Johnson & Associates | Chevrolet  |
| 1975 | Bobby Allison    | Penske Racing               | Matador    |
| 1976 | David Pearson    | Wood Brothers Racing        | Mercury    |
| 1977 | David Pearson    | Wood Brothers Racing        | Mercury    |
| 1978 | Cale Yarborough  | Junior Johnson & Associates | Oldsmobile |
| 1979 | David Pearson    | Rod Osterlund Racing        | Chevrolet  |
| 1980 | Terry Labonte    | Billy Hagan                 | Chevrolet  |
| 1981 | Neil Bonnett     | Wood Brothers Racing        | Ford       |
| 1982 | Cale Yarborough  | M. C. Anderson Racing       | Buick      |
| 1983 | Bobby Allison    | DiGard Racing               | Buick      |
| 1984 | Harry Gant       | Hal Needham                 | Chevrolet  |
| 1985 | Bill Elliott     | Melling Racing              | Ford       |
| 1986 | Tim Richmond     | Hendrick Motorsports        | Chevrolet  |
| 1987 | Dale Earnhardt   | Richard Childress Racing    | Chevrolet  |
| 1988 | Bill Elliott     | Melling Racing              | Ford       |
| 1989 | Dale Earnhardt   | Richard Childress Racing    | Chevrolet  |
| 1990 | Dale Earnhardt   | Richard Childress Racing    | Chevrolet  |
| 1991 | Harry Gant       | Leo Jackson Racing          | Oldsmobile |
| 1992 | Darrell Waltrip  | DarWal, Inc.                | Chevrolet  |
| 1993 | Mark Martin      | Roush Racing                | Ford       |
| 1994 | Bill Elliott     | Junior Johnson & Associates | Ford       |
| 1995 | Jeff Gordon      | Hendrick Motorsports        | Chevrolet  |
| 1996 | Jeff Gordon      | Hendrick Motorsports        | Chevrolet  |
| 1997 | Jeff Gordon      | Hendrick Motorsports        | Chevrolet  |
| 1998 | Jeff Gordon      | Hendrick Motorsports        | Chevrolet  |
| 1999 | Jeff Burton      | Roush Racing                | Ford       |
| 2000 | Bobby Labonte    | Joe Gibbs Racing            | Pontiac    |
| 2001 | Ward Burton      | Bill Davis Racing           | Dodge      |
| 2002 | Jeff Gordon      | Hendrick Motorsports        | Chevrolet  |
| 2003 | Terry Labonte    | Hendrick Motorsports        | Chevrolet  |
| 2004 | Jimmie Johnson   | Hendrick Motorsports        | Chevrolet  |
| 2009 | Mark Martin      | Hendrick Motorsports        | Chevrolet  |
| 2010 | Denny Hamlin     | Joe Gibbs Racing            | Toyota     |
| 2011 | Regan Smith      | Furniture Row Racing        | Chevrolet  |
| 2012 | Jimmie Johnson   | Hendrick Motorsports        | Chevrolet  |
| 2013 | Matt Kenseth     | Joe Gibbs Racing            | Toyota     |
| 2014 | Kevin Harvick    | Stewart-Haas Racing         | Chevrolet  |
| 2015 | Carl Edwards     | Joe Gibbs Racing            | Toyota     |
| 2016 | Martin Truex Jr. | Furniture Row Racing        | Toyota     |
| 2017 | Denny Hamlin     | Joe Gibbs Racing            | Toyota     |
| 2018 | Brad Keselowski  | Team Penske                 | Ford       |
| 2019 | Erik Jones       | Joe Gibbs Racing            | Toyota     |
| 2020 | Kevin Harvick    | Stewart-Haas                | Ford       |
| 2021 | Denny Hamlin     | Joe Gibbs Racing            | Toyota     |
| 2022 | Erik Jones       | Petty GMS Motorsports       | Chevrolet  |
| 2023 | Kyle Larson      | Hendrick Motorsports        | Chevrolet  |